# Nicolae Vasilescu-Karpen
Nicolae Vasilescu-Karpen (Craiova, 1870 – Bucarest, 2 marzo 1964) è stato un ingegnere rumeno.
Membro dell'Accademia rumena di scienze, fu un pioniere nelle ricerche nel campo dell'elasticità, della termodinamica, dell'elettrochimica e dell'ingegneria civile. Studiò e sviluppò la cosiddetta "pila Karpen", che funziona sfruttando il calore proveniente dall'ambiente.

## Biografia
Dopo aver frequentato il Collegio Nazionale Carol I di Craiova, si iscrisse alla Scuola nazionale per i ponti, strade e miniere di Bucarest, laureandosi nel 1891 a pieni voti quando non aveva nemmeno 21 anni.
Per tre anni lavorò poi come ingegnere presso il Ministero dei lavori pubblici, specializzandosi nel campo della comunicazione. Attratto dal campo dell'elettrotecnica, il giovane ingegnere rumeno partì per Parigi, dove frequentò i corsi dell'Alta scuola dell'elettricità, avendo come insegnante il fisico Paul Janet e conseguendo il diploma nel 1900. Parallelamente, frequentò anche l'Università di Parigi, laureandosi in scienze fisiche nel 1902. Rimase a Parigi per completare il dottorato in fisica, ottenendo dopo due anni, nel 1904, il titolo di dottore con una tesi di ricerca sugli effetti magnetici dei corpi elettrici in movimento discussa davanti ai professori Gabriel Lippmann, Henri Poincaré e Henri Moissan.
Karpen fu nominato professore presso il dipartimento di elettrotecnica dell'Università di Lilla, dove lavorò per un anno. Nel 1905 tornò in Romania e inaugurò il corso di elettricità ed elettrotecnica istituito presso la Scuola nazionale di ponti e strade di Bucarest. Nel 1914, allo scoppio della prima guerra mondiale, progettò e costruì a Băneasa il primo telegrafo senza fili nell'Europa orientale, con un'antenna di portanza di oltre 2000 km. Come direttore della Scuola nazionale di ponti e strade di Bucarest, ha il merito di aver redatto - sulla base di uno studio completo, documentato e realistico - il progetto di trasformare l'istituto in una scuola politecnica. Rettore della nuova università, Vasilescu Karpen ha ricoperto questa carica per 20 anni, fino al 1940. Nel 1948 fu escluso dall'Accademia della Repubblica popolare rumena, venendo riammesso solo nel 1955.
Morì all'età di 94 anni.

## Attività
Ha svolto la sua attività di ricerca in settori quali elasticità, aerodinamica, fisica atomica, termodinamica, elettrostatica, teoria dei gas cinetici, elettromagnetismo, chimica fisica, elettrochimica e celle elettriche. Ha condotto studi sull'adesione del ferro al calcestruzzo e ha condotto ricerche sulla pressione interna dei liquidi e sul meccanismo della pressione osmotica.
Nel 1909 propose per la prima volta al mondo, attraverso una nota indirizzata all'Accademia delle Scienze di Parigi, l'uso di correnti portanti ad alta frequenza per la telefonia via cavo a lunga distanza.
Ha scritto e partecipato a progetti di centrali elettriche e progetti di elettrificazione delle città di Câmpina e Costanza.
Fu membro onorario della Società francese degli elettricisti, dottore honoris causa del Politecnico di Bucarest e membro dell'Accademia rumena (corrispondente dal 5 giugno 1919 , membro titolare dal 6 giugno 1923, vicepresidente tra il 1930 e il 1932 e il 1942-1944, presidente della sezione scientifica tra il 1945 e il 1948).
Nel 1928 fu eletto presidente del Comitato elettrotecnico rumeno. Nel 1931 fu nominato Ministro del Commercio e dell'Industria nel governo di gabinetto di Nicolae Iorga, rimanendo in carica dal 14 luglio 1931 al 12 gennaio 1932.

## Opere
- 1904 - Recherches sur l'effect magnetique des corps electrise en mouvement (, Paris, 1904)
- 1925 - Manual de electrotehnică generală (1925)
- 1942 - Electricitate (1942)
- 1957 - Fenomene și teorii noi în electrochimie și chimie fizică, (1957)